# Refuge du Pinet
Le refuge du Pinet est un refuge situé sur la commune d'Auzat, dans les Pyrénées, à 2 240 mètres d'altitude. Il est gardé de début juin à fin septembre.

## Histoire
Le refuge est inauguré en 1992.

## Caractéristiques et informations
Situé dans la haute vallée de Vicdessos, le refuge surplombe l'étang du Pinet. Il propose 54 couchages. Hors période de gardiennage, le refuge garde une capacité d'accueil de 18 personnes.
L'ouverture hivernale au profit d'une clientèle sportive et qualifiée est possible dans ce refuge si les conditions le permettent, ainsi qu'au refuge du Rulhe dans la vallée de l'Aston.

## Accès
On y accède en général par la vallée de l'Artigue, il y a 1 000 m de dénivelé entre le parking et le refuge. Il est desservi par le GRT 61 qui conduit aux grands sommets puis se dirige vers le port de Sullo (2 888 m).

## Ascensions

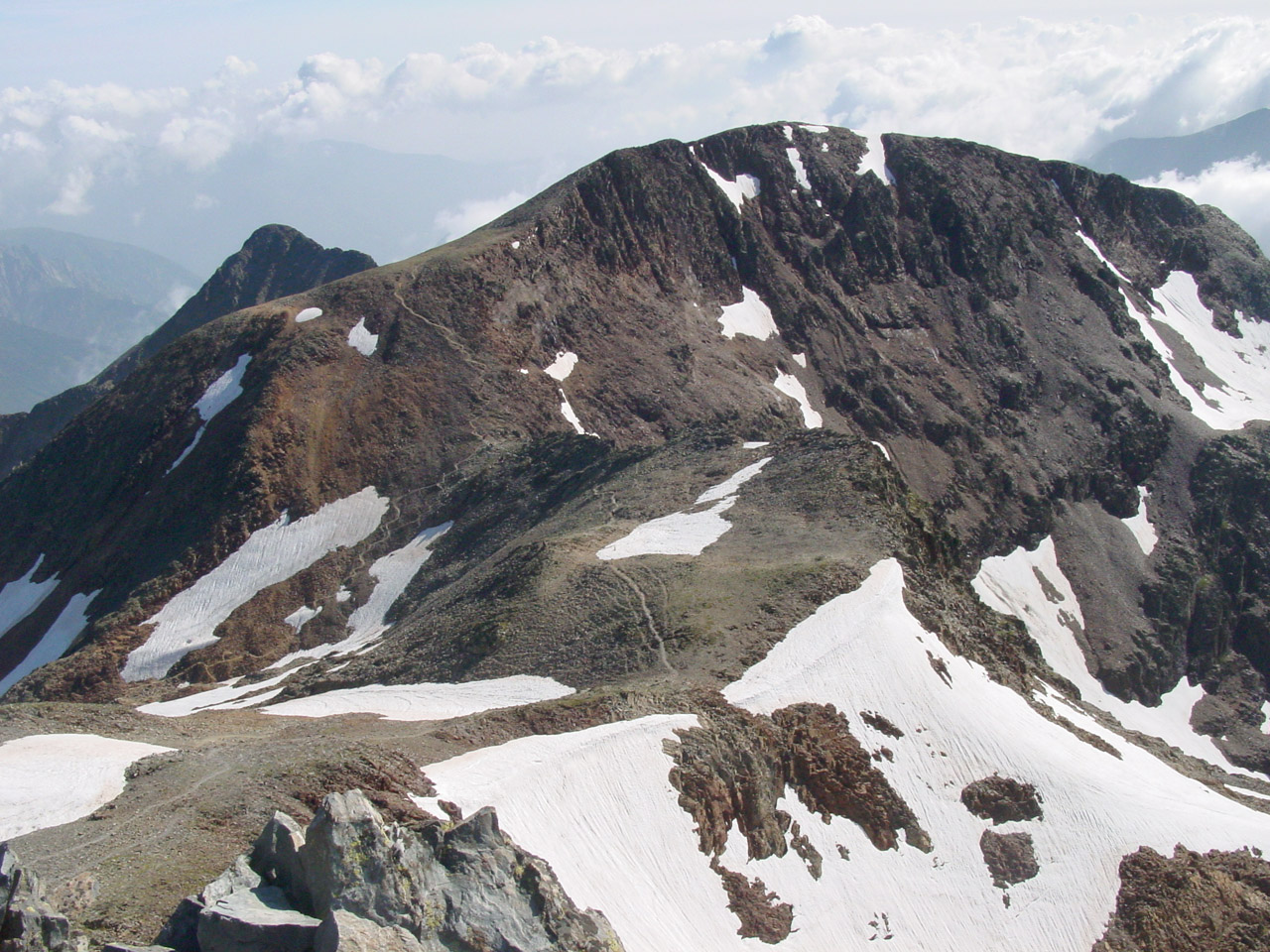
Le pic de Montcalm

Le refuge permet d'accéder aux principaux sommets du massif du Montcalm :
- pique d'Estats (3 143 m) ;
- pic de Montcalm (3 077 m) ;
- pic du Port de Sullo (3 072 m).

Il est sur le circuit transfrontalier de « la Porta del Cel » (« la Porte du Ciel »), qui amène les randonneurs à faire une boucle entre le refuge du Pinet, les refuges de Graus et de Certescans, le village de Tavascan (commune de Lladorre) et le refuge de Vall Ferrera (commune d'Alins).